# Vitja Valenčič
Vitja Valenčič, slovenski nogometaš, * 12. marec 1999, Ljubljana.
Valenčič je profesionalni nogometaš, ki igra na položaju vezista. Igral je za italijansko Fiorentino in slovensko Olimpijo. Skupno je v prvi slovenski ligi odigral 35 tekem in dosegel en gol. Z Olimpijo je osvojil slovenski pokal v letih 2019 in 2021. Bil je tudi član slovenske reprezentance do 16, 17, 18, 19 in 21 let.